# Schizoplax brandtii
Schizoplax brandtii is een keverslakkensoort uit de familie van de Schizoplacidae. De wetenschappelijke naam van de soort is voor het eerst geldig gepubliceerd in 1847 door von Middendorff.